# Советское (Костанайская область)
Советское (каз. Совет) — упразднённое село в Житикаринском районе Костанайской области Казахстана. Входило в состав Житикаринского сельского округа. Ликвидировано в 2000-е годы.

## Население
По данным переписи 1999 года население села составляло 131 человек (66 мужчин и 65 женщин).